# Старокалендарники
Старокалендарники, або старостильники — це східні православні християни, які використовують застарілий та астрономічно неправильний — юліанський календар — також званий як «старий стиль», церква яких не знаходиться в спілкуванні з іншими церквами православної церкви. У більшості східні православні християни використовують новоюліанський календар, який повністю сходиться з григоріанським календарем, окрім Пасхалії (у новоюліанському календарі Пасхалія обчислюється як і в юліанському календарі). 
Цей термін застосовується лише до неканонічних православних юрисдикцій, де канонічні православні церкви перейшли на новоюліанський календар, які відкололися від них по «календарному питанню», і ці церкви вважаються усіма помісними Православними церквами (в тому числі і тими, що продовжують служити за старим стилем) неканонічними та схизматичними.

## Передумови
Більшість церков, які використовують старий (юліанський) календар, не є старокалендарними: вони залишаються у євхаристійному спілкуванні зі східними православними церквами, які використовують новий календар (новоюліанський). Таким чином, бути «старокалендарником» — це не те саме, що використовувати соборно церквою старий календар. Російська православна церква, наприклад, не є старокалендарною, але вона використовує старий календар. Є дуже багато східних православних християн, які (або належать до церков, які) використовують старий календар, але набагато менша кількість східних православних християн, які є старокалендарниками.
У Фінляндії старокалендарниками називають членів Патріарших парафій Московського патріархату. Там з середини 1920-х років діють кілька російських православних парафій, які не підкоряються Православній церкві Фінляндії і визнають російську юрисдикцію (до 1945 року юрисдикцію митрополита Євлогія (Георгієвського) і одночасно Синоду РПЦЗ, пізніше їх прийняв Московський патріархат).

## Розколи
Новоюліанський календар був вперше використаний як цивільний календар у Греції, і пізніше був прийнятий більшістю східних православних церков. Меншість східних православних християн розцінювали це як здачу Східної православної церкви Папі Римському і продовжували слідувати старому юліанському календарю. Деякі з них також розривали спілкування з тими, хто прийняв новий календар, створивши таким чином власну церкву або конфесію. Цей розкол є початком старокалендарних церков, які припинили євхаристійне спілкування або співслужіння з іншими східними православними церквами («новокалендаристами») через прийняття останніми новоюліанського календаря (який називається «новий стиль»).
До тих православних церков, які залишаються у повному спілкуванні з церквами, які використовують новоюліанський календар, але продовжують користуватися старим юліанським календарем, належать Єрусалимський патріархат, Російська православна церква, Сербська православна церква, Грузинська апостольська автокефальна православна церква, Македонська православна церква та Польська автокефальна православна церква. Гора Афон, підпорядкована Вселенському патріархату Константинополя, також дотримується юліанського календаря.